# Five Man Electrical Band
Five Man Electrical Band (originalmente The Staccatos de 1963–68) es una banda de rock proveniente de Ottawa, Canadá. Han tenido muchos sencillos exitosos en su natal Canadá, incluyendo "Half Past Midnight" (1967) (como The Staccatos), "Absolutely Right" (1971) y "I'm a Stranger Here" (1972), todas ingresando en el Top 10 de las listas de éxitos de su país. Internacionalmente, son populares por su canción de 1971 "Signs", la cual fue interpretada por la agrupación estadounidense Tesla en su álbum Five Man Acoustical Jam, título que hace una clara referencia al nombre de la banda canadiense.

## Discografía

### Estudio

#### The Staccatos
- 1966 - Initially
- 1967 - A Wild Pair

#### Five Man Electrical Band
- 1969 - Five Man Electrical Band
- 1970 - Good-byes and Butterflies
- 1972 - Coming of Age
- 1973 - Sweet Paradise

### Álbumes recopilatorios
- 1975 - The Power of the Five Man Electrical Band: Their Greatest Hits
- 1995 - Absolutely Right: The Best of Five Man Electrical Band
- 2008 - Half Past Midnight: The Staccatos and Beyond
- 2009 - The Staccatos - Five Man Electrical Band: First Sparks The Anthology (1964–1969)

### Sencillos

#### The Staccatos
| Año  | Canción                      | Canadá | EE. UU. Hot 100 | Álbum                    |
| ---- | ---------------------------- | ------ | --------------- | ------------------------ |
| 1965 | "It Isn't Easy"              |        | -               | Sin álbum                |
| 1965 | "Small Town Girl"            | 20     | -               | Initially                |
| 1965 | "Move to California"         | 26     | -               | Initially                |
| 1966 | "It's a Long Way Home"       | 22     | -               | Initially                |
| 1966 | "C'mon Everybody"            | 20     | -               | Non-LP singles           |
| 1966 | "Let's Run Away"             | 53     | -               | Non-LP singles           |
| 1967 | "Half Past Midnight"         | 8      | -               | Five Man Electrical Band |
| 1967 | "Catch the Love Parade"      | 28     | -               | Sin álbum                |
| 1967 | "She Fancies Herself a Lady" |        | -               | Sin álbum                |
| 1968 | "Walker Street"              | 65     | -               | Sin álbum                |
| 1968 | "Didn't Know the Time"       | 59     | -               | Five Man Electrical Band |

#### Five Man Electrical Band
| Año  | Canción                                  | Canadá | EE. UU. Hot 100 | Álbum                     |
| ---- | ---------------------------------------- | ------ | --------------- | ------------------------- |
| 1969 | "It Never Rains On Maple Lane"           | 67     | -               | Five Man Electrical Band  |
| 1969 | "Private Train"                          | 37     | -               | Five Man Electrical Band  |
| 1969 | "Lovin' Look"                            |        | -               | Sin álbum                 |
| 1969 | "Sunrise to Sunset"                      | 56     | -               | Sin álbum                 |
| 1969 | "Riverboat"                              |        | -               | Sin álbum                 |
| 1970 | "Moonshine (Friend of Mine)"             | 56     | -               | Good-byes and Butterflies |
| 1970 | "Hello Melinda, Goodbye"                 | 55     | -               | Good-byes and Butterflies |
| 1971 | "Signs"                                  | 4      | 3               | Good-byes and Butterflies |
| 1971 | "Absolutely Right"                       | 3      | 26              | Coming of Age             |
| 1972 | "Julianna"                               | 17     | -               | Coming of Age             |
| 1972 | "The Devil and Miss Lucy (Country Girl)" | 65     | -               | Coming of Age             |
| 1972 | "Money Back Guarantee”                   | 17     | 72              | Sweet Paradise            |
| 1972 | "I'm a Stranger Here"                    | 2      | 76              | Sweet Paradise            |
| 1973 | "Baby Wanna Boogie"                      | 77     | -               | Sweet Paradise            |
| 1974 | "Werewolf"                               | 28     | 64              | Sin álbum                 |
| 1975 | "Johnny Get a Gun"                       | 69     | -               | Sin álbum                 |

## Alineación
- Ted Gerow (teclados)
- Brian Rading (bajo)
- Vern Craig (voz, guitarra)
- Rick 'Bell' Belanger (batería)
- Les Emmerson (voz, guitarra)
- Mike 'Bell' Belanger (batería)